# Pritano
En la democracia ateniense, a partir de la revolución isonómica de Clístenes, los pritanos (οἱ πρυτάνεις), seleccionados de entre los quinientos elegidos de la Boulé, ejercieron un papel político central, aunque su poder era limitado. Asumían las misiones de organización y de marco de funcionamiento de las instituciones. 

## Composición
La Boulé estaba compuesta de 500 buleutas, 50 por tribu. Los 50 delegados de cada tribu ejercían colectivamente durante uno de los diez meses del año ateniense (treinta y seis días) la magistratura de los pritanos (οἱ πρυτάνεις): la pritanía (ἡ πρυτανεία) de su tribu. 

## Vida cotidiana
Los pritanos vivían día y noche acomodados, alojados y alimentados por la ciudad, en un edificio contiguo al Buleuterio: el Pritaneo (τό Πρυτανεῖον). Se encontraban así en disposición de entrar en la sesión en cualquier momento. Este edificio público estaba abierto también a los ciudadanos que la ciudad deseaba distinguir con honores, así como invitados ilustres (embajadores por ejemplo).

## Atribuciones
Los pritanos ejercían, junto a la Boulé (el Consejo) y la Ekklesía (la asamblea de ciudadanos), un conjunto de papeles administrativos y religiosos:
- Los pritanos convocaban en sesión a la Boulé para discutir y redactar los probouleumata (προβούλευμα), proposiciones de ley para someter a la Ekklesía.
- Preparaban y organizaban la sesión de la Ekklesía (al menos debía tener lugar una sesión por pritanía):
  - Convocaban a los ciudadanos (dispersos por el territorio del Ática).
  - Controlaban el acceso a la Pnyx (la colina dedicada al gobierno).
  - Supervisaban el desarrollo de los debates.
  - En el siglo V a. C., realizaban el recuento de los sufragios (en el siglo IV, este papel finalmente fue atribuido a los proedros, que eran elegidos a suerte entre los miembros de las otras nueve tribus).
- Mantenían el fuego sagrado de la ciudad en el Tholos (ἡ θόλος), una llama que jamás debía apagarse. La vigilancia de este edificio se confiaba cada día a los miembros de una tritís.

Uno de los pritanos, elegido a suerte, ejercía durante un día la función de epístata (ὁ ἐπιστάτης), es decir, presidente del Consejo (en la práctica el jefe del Estado, los arcontes habiendo visto su poder menguado) y guarda de los sellos (sello de la ciudad, llave del tesoro, llave de los templos). Dirigía los trabajos de la Boulé y presidía la sesión de la Ekklesía. Esta función no era puramente honorífica, puesto que una grafé paranomon (ἡ γραφή παρά νόμων) podía ser interpuesta contra el epístata (véase Boulé).